# Vầng vinh quang

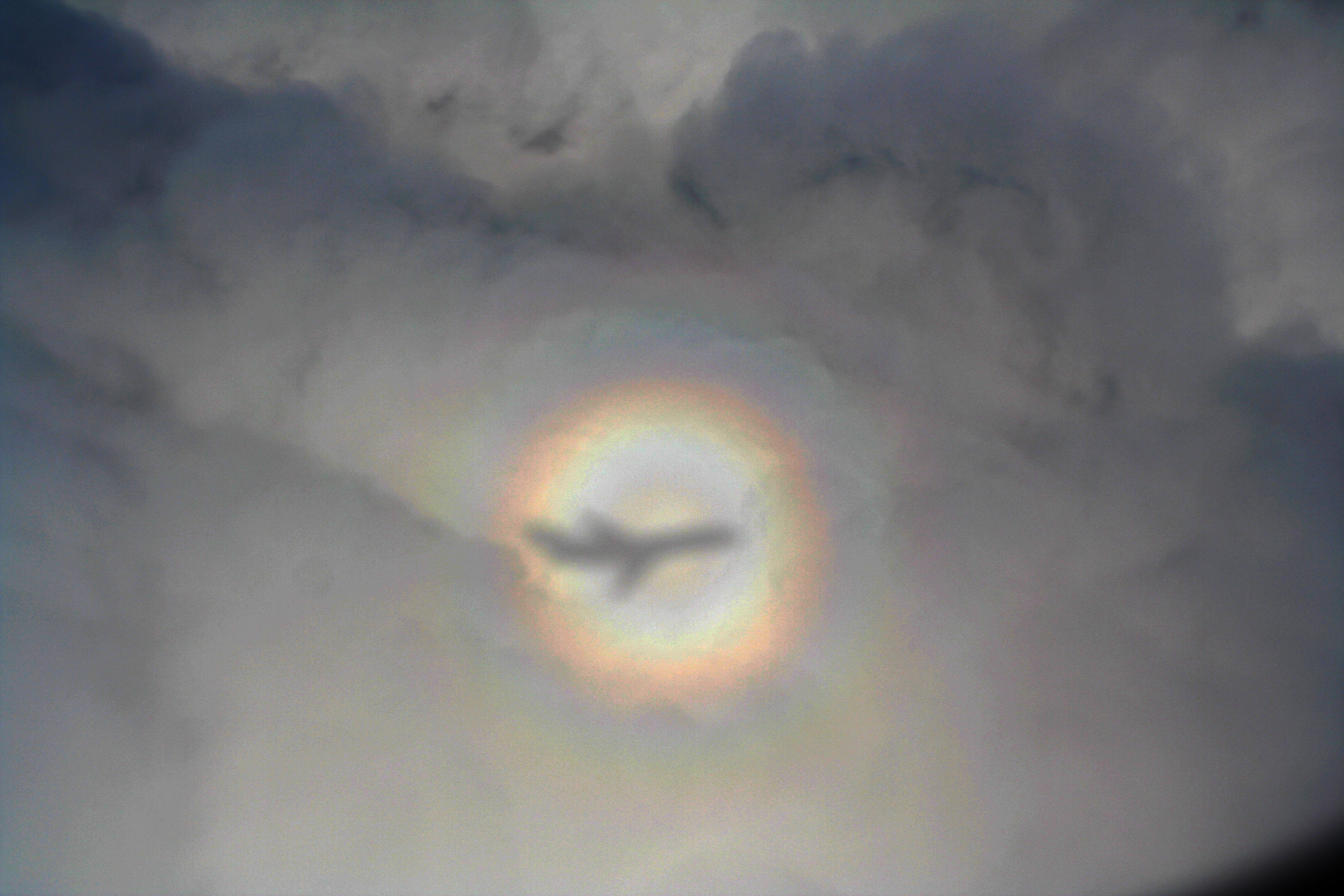
Một vầng vinh quang (glory) bao quanh bóng của một chiếc máy bay. Vị trí của trung tâm vầng vinh quang cho thấy người quan sát đang ở vị trí phía trước cánh máy bay.

Vầng vinh quang (Glory) là một hiện tượng quang học, trong đó có các vòng tròn quang xuất hiện xung quanh đầu cái bóng của người quan sát, trông tương tự như biểu tượng những vầng sáng quanh đầu các thần thánh, được gây ra bởi ánh sáng mặt trời hoặc (hiếm hơn) là ánh sáng mặt trăng tương tác với các giọt nước nhỏ li ti cấu thành đám sương mù hay mây. Glory bao gồm một hoặc nhiều vòng tròn sáng đồng tâm, nối tiếp nhau mờ dần, trong đó vòng màu đỏ ở phía ngoài cùng và các vòng sau xanh dần về phía trung tâm. Do glory trông có vẻ tương tự như cầu vồng tròn nên đôi khi người ta nhầm tưởng nó với hiện tượng này. Tuy nhiên cầu vồng tròn có đường kính lớn hơn nhiều và được gây ra bởi các quá trình vật lý khác. Glory phát sinh do sự giao thoa sóng của các ánh sáng bị khúc xạ bên trong các giọt nước nhỏ.

## Xuất hiện và quan sát
Tùy thuộc vào các đặc trưng môi trường (chẳng hạn như tính đồng nhất của các kích thước giọt nước trong các đám mây), ta có thể nhìn thấy chỉ một hay nhiều vòng glory. Kích thước góc của vòng ở trong cùng và sáng nhất nhỏ hơn rất nhiều so với kích thước góc của cầu vồng, vào khoảng 5° đến 20°, tùy thuộc vào kích cỡ của các giọt nước. Tuy nhiên, trong điều kiện thích hợp, một glory và cầu vồng có thể xảy ra đồng thời.
Giống như cầu vồng, một glory lấy tâm là điểm đối nhật (hoặc, trong trường hợp gây ra do mặt trăng, là điểm "đối nguyệt"), và tâm điểm này trùng với vị trí bóng của đầu người quan sát. Vì điểm này, theo định nghĩa, ở phía đối ngược so với vị trí của mặt trời (hoặc mặt trăng) trên bầu trời, nên nó luôn nằm phía dưới đường chân trời của người quan sát khi mặt trời (hoặc mặt trăng) đi lên. Do đó, để nhìn thấy được glory, những đám mây hoặc sương mù gây ra nó phải xuất hiện phía bên dưới người quan sát, nằm trên một đường thẳng cùng với mặt trời / mặt trăng và mắt của người quan sát. Do đó, glory thường được quan sát thấy từ một góc nhìn trên cao như núi, từ các tòa nhà cao tầng hoặc từ trên máy bay. Trong trường hợp sau, nếu máy bay bay ở đủ thấp để có thể nhìn thấy bóng của nó đổ lên phía trên các đám mây, thì glory luôn bao quanh cái bóng, đôi khi được gọi là Vinh quang của phi công.

### Bóng ma Brocken

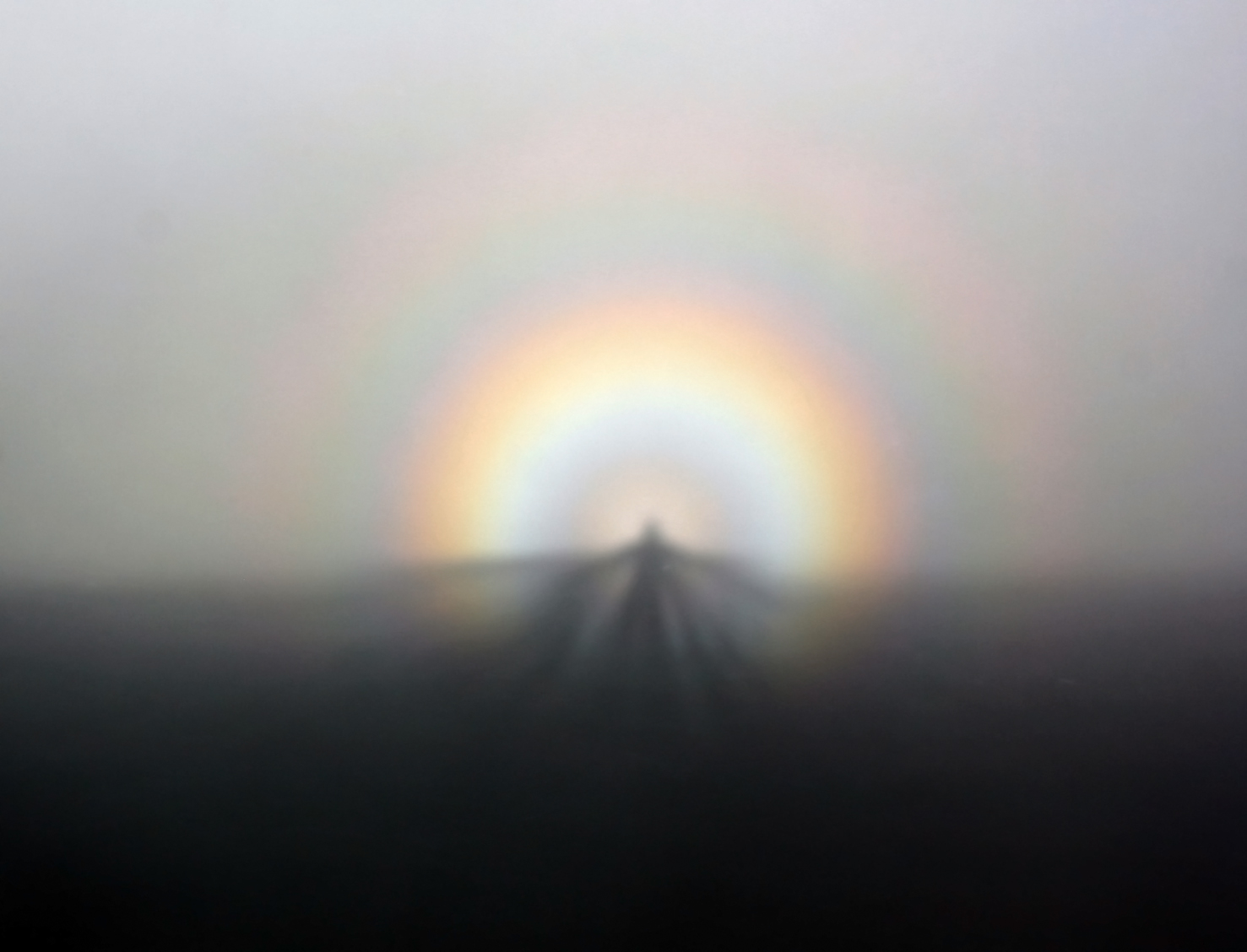
Vầng vinh quang do mặt trời xuất hiện kèm theo một bóng ma Brocken.

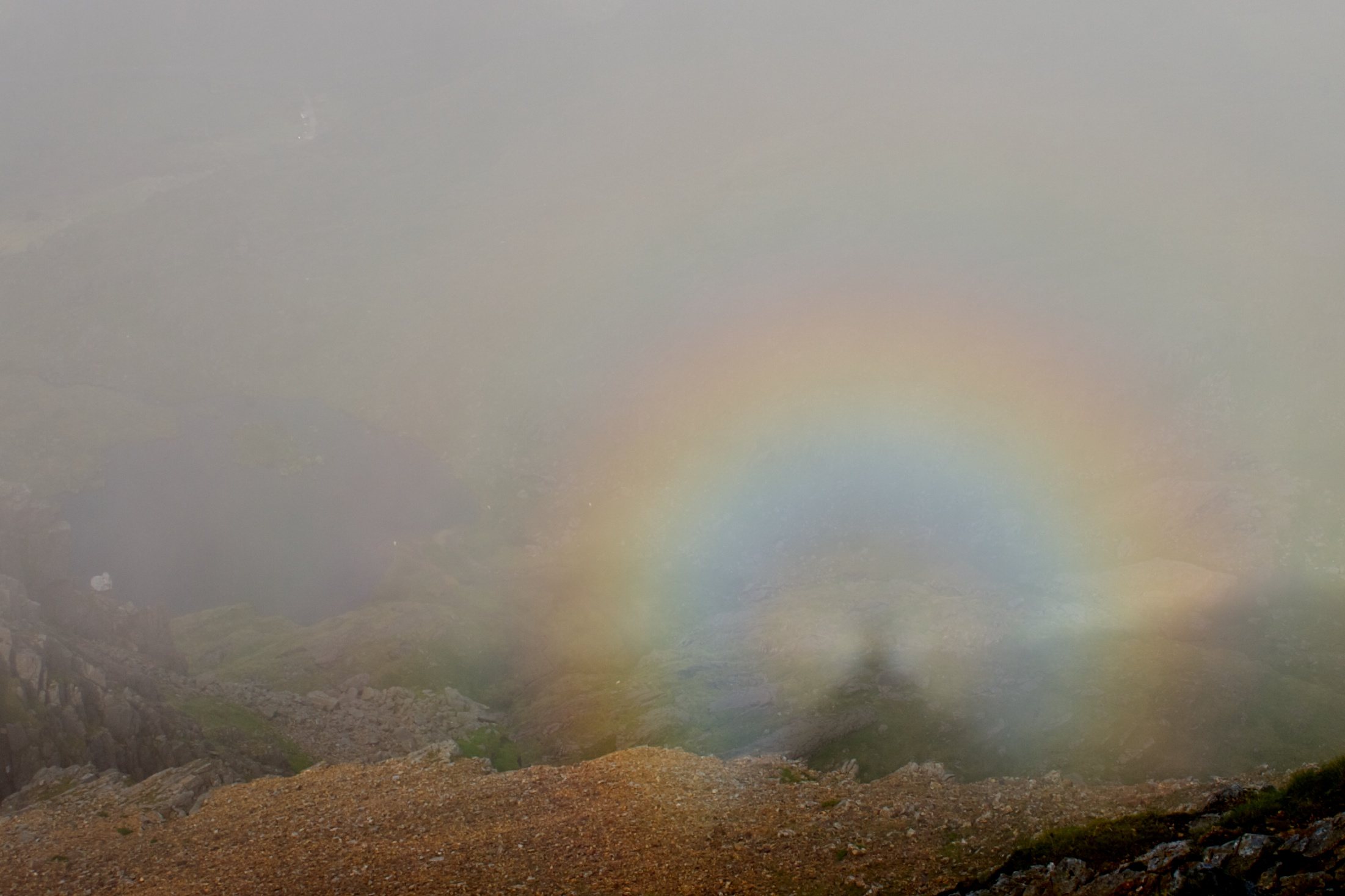
Một glory mặt trời và một bóng ma Brocken, chụp ở Crib Goch năm 2008.

Khi quan sát từ trên một ngọn núi hoặc tòa nhà cao tầng, người ta thường thấy glory kèm theo với một bóng ma Brocken, hay còn được gọi là bóng ma Núi, đó là cái bóng được phóng đại trông thấy của một người quan sát, đổ lên (khi mặt trời xuống thấp) trên những đám mây bên dưới ngọn núi nơi người xem đang đứng. Tên của hiện tượng bắt nguồn từ Brocken, đỉnh cao nhất của dãy núi Harz ở Đức. Do đỉnh núi này nằm trên cao hơn mức của đám mây và khu vực này thường xuyên có sương mù bao phủ, nên các điều kiện thuận lợi để tạo ra cái bóng trên một lớp mây là rất thường xuyên xảy ra. Những cái bóng khổng lồ trông như có thể tự di chuyển được do chuyển động của các tầng mây (bởi thế nên gọi là "ma"), và chúng còn được bao quanh bởi các vầng glory, có thể những điều này đã góp phần khiến dãy núi Harz được biết đến như là một nơi ẩn náu của phù thủy và tà ác. Trong tác phẩm Faust của Goethe, đỉnh Brocken được gọi là Blocksberg và là nơi mà những sự kiện tụ tập để làm phép gọi là "Ngày Sa-bát của Phù thủy" diễn ra, trong những đêm Walpurgis.

## Giả thuyết
Giải thích khoa học cho hiện tượng này vẫn đang là chủ đề của các cuộc tranh luận và nghiên cứu. Nó không đơn giản chỉ là sự giao thoa và nhiễu xạ của ánh sáng khi chiếu qua các giọt nước nhỏ. Năm 1947, nhà thiên văn học người Hà Lan Hendrik van de Hulst cho rằng cơ chế sóng bề mặt có liên quan đến hiện tượng này. Ông suy đoán rằng các vòng màu của glory là kết quả của sự giao thoa hai tia giữa các sóng bề mặt có đường đi "ngắn" và "dài", các sóng được tạo ra bởi các tia sáng đi vào các giọt nước tại các điểm đối diện chéo nhau (cả hai tia đều đã chịu một sự phản xạ bên trong giọt). Tuy nhiên, một lý thuyết mới của nhà vật lý người Brazil Herch Moysés Nussenzveig cho thấy rằng lượng năng lượng ánh sáng truyền lại từ một glory bắt nguồn chủ yếu từ hiệu ứng đường hầm sóng cổ điển (chính là hiệu ứng bắt đôi của các sóng suy biến), tức là sự tương tác giữa một sóng ánh sáng bị lệch đi và tiêu tan dọc theo bề mặt ngoài của giọt nước với các sóng bên trong giọt nước truyền ra.

## Trong văn hóa
Nhà vật lý C. T. R Wilson đã trông thấy một vầng glory vào một buổi sớm khi ông còn làm công việc của một người quan sát tạm thời tại trạm thời tiết Ben Nevis. Lấy cảm hứng từ cảnh tượng ấn tượng này, ông quyết định chế tạo một thiết bị tạo ra các đám mây trong phòng thí nghiệm, để ông có thể tạo ra một glory nhân tạo, với quy mô nhỏ. Nghiên cứu của ông làm cơ sở trực tiếp đến đến phát minh buồng mây, một thiết bị dùng để phát hiện bức xạ ion hóa mà ông cùng với Arthur Compton nhờ đó đã nhận giải thưởng Nobel Vật lý năm 1927.
Ở Trung Quốc, hiện tượng này được gọi là "phật quang" (hay hào quang Phật, quang hoàn). Nó có thể được nhìn thấy từ trên các đỉnh núi cao có mây phủ, như Hoàng Sơn và Nga Mi Sơn. Những ghi chép về hiện tượng này tại Nga Mi Sơn bắt nguồn vào tận năm 63 sau Công nguyên. Quầng sáng đầy màu sắc này luôn bao quanh bóng của chính người quan sát, và do đó thường được dẫn ra để thể hiện sự giác ngộ của bản thân người đó (những điều này liên quan đến Đức Phật hoặc thần tính).
Hình tượng các glory được cách điệu thỉnh thoảng xuất hiện trong một số huy hiệu của phương Tây. Hai vầng vinh quang được xuất hiện trên Đại ấn Hoa Kỳ: Một vầng vinh quang chiếu xuyên qua những đám mây, bao quanh cụm 13 sao trên mặt chính diện, và một vầng vinh quang khác bao quanh con mắt Thiên Nhãn phía trên một kim tự tháp xây dở ở phía đối diện.

## Thư viện ảnh

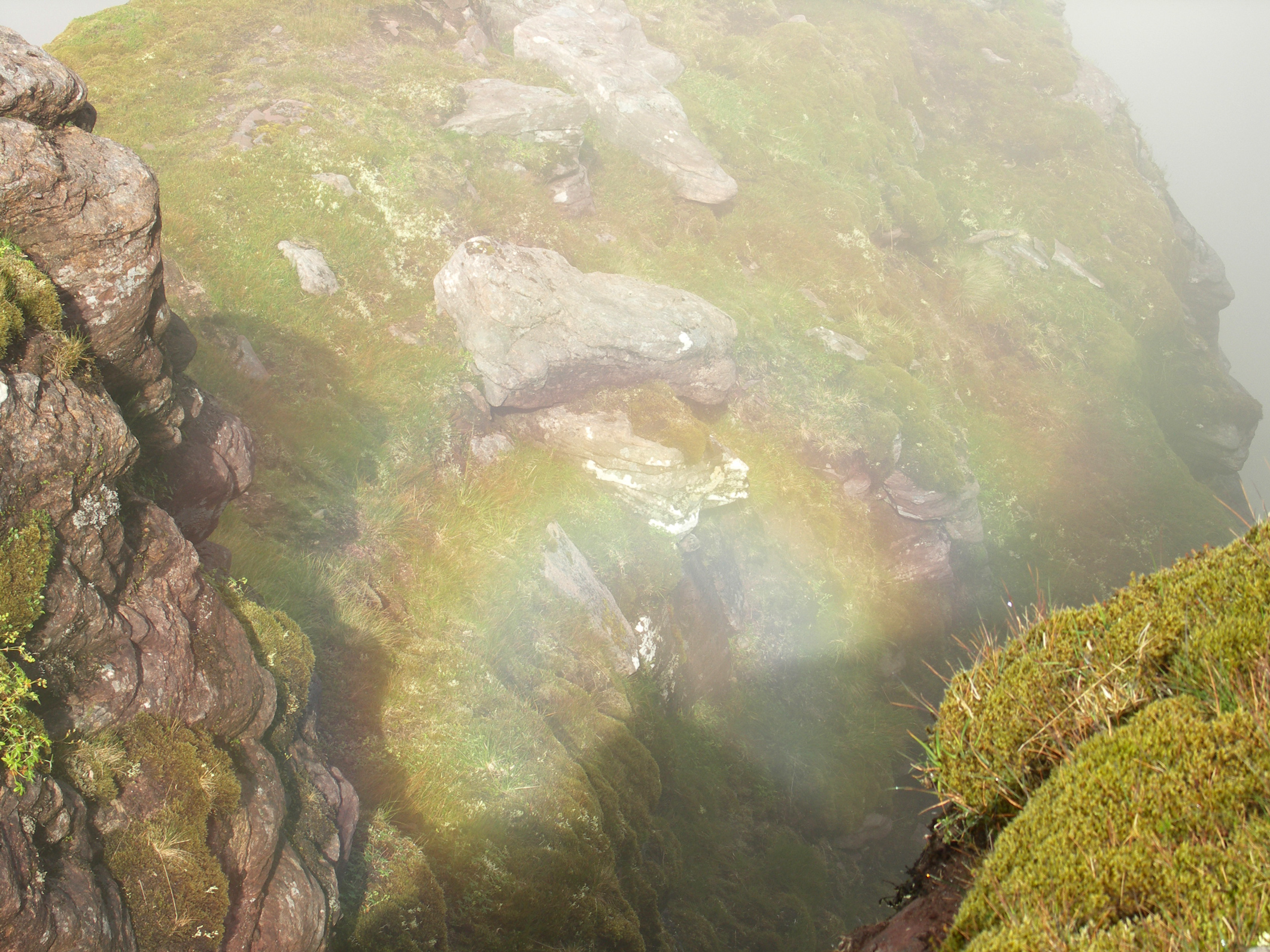
Glory xuất hiện trong một chuyến leo núi trên núi An Teallach, Scotland.
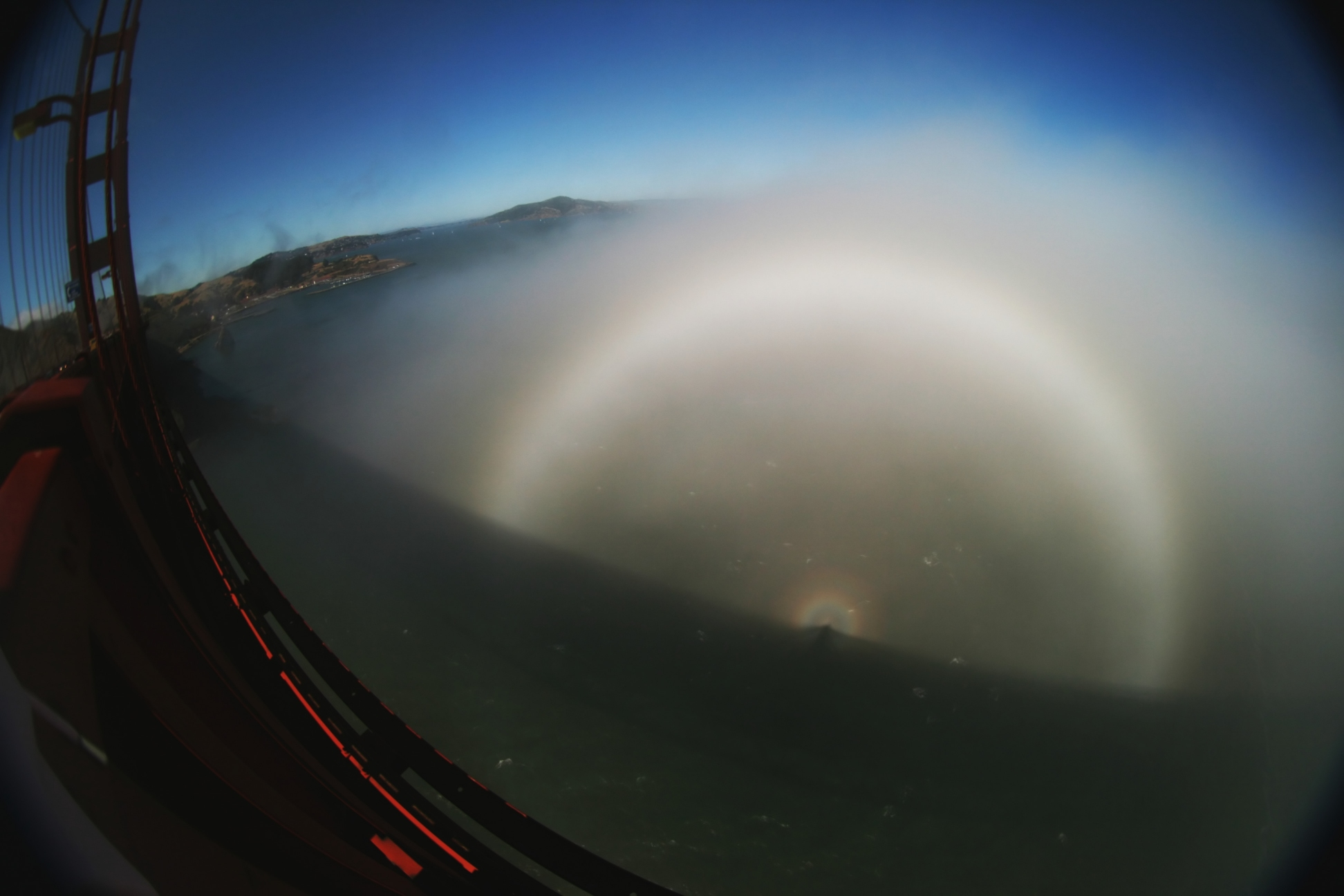
Một cung sương, một glory và bóng ma Brocken chụp tại cầu Cổng Vàng ở San Francisco.
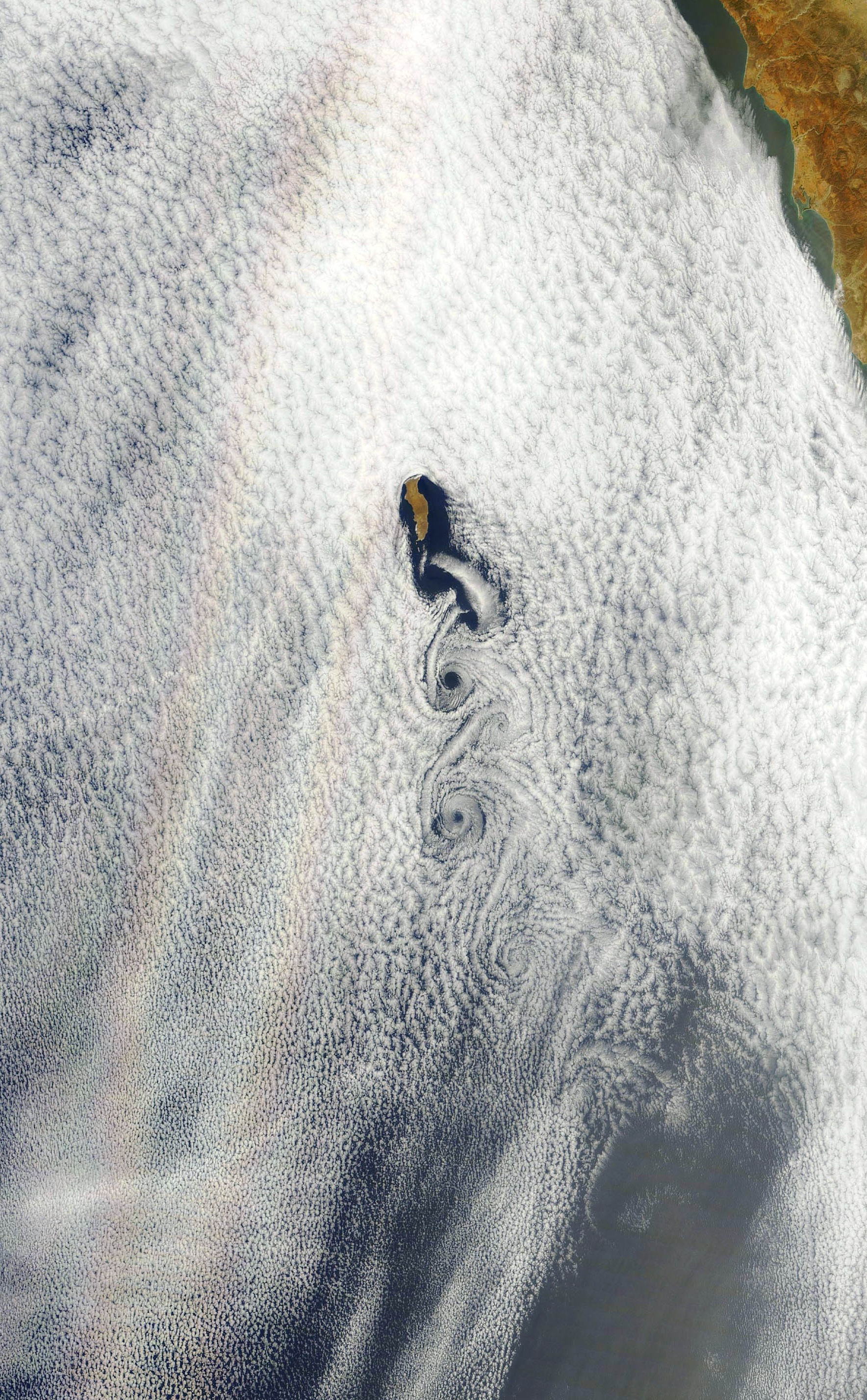
Một glory bị dãn dài ra đáng kể (phía trái) kèm theo một đường xoáy Kármán phía khơi vùng đảo Guadalupe, chụp ngày 21 tháng 6 năm 2012.
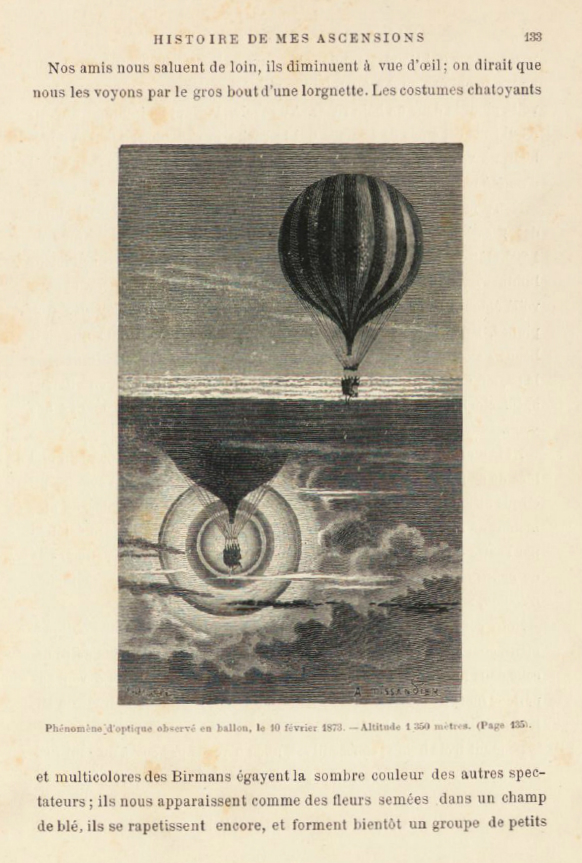
Tranh vẽ thế kỷ 19 về một glory quan sát được từ trên một khinh khí cầu. Trích từ: G. Tissandier, Histoire de mes ascensions (1887), p. 133.
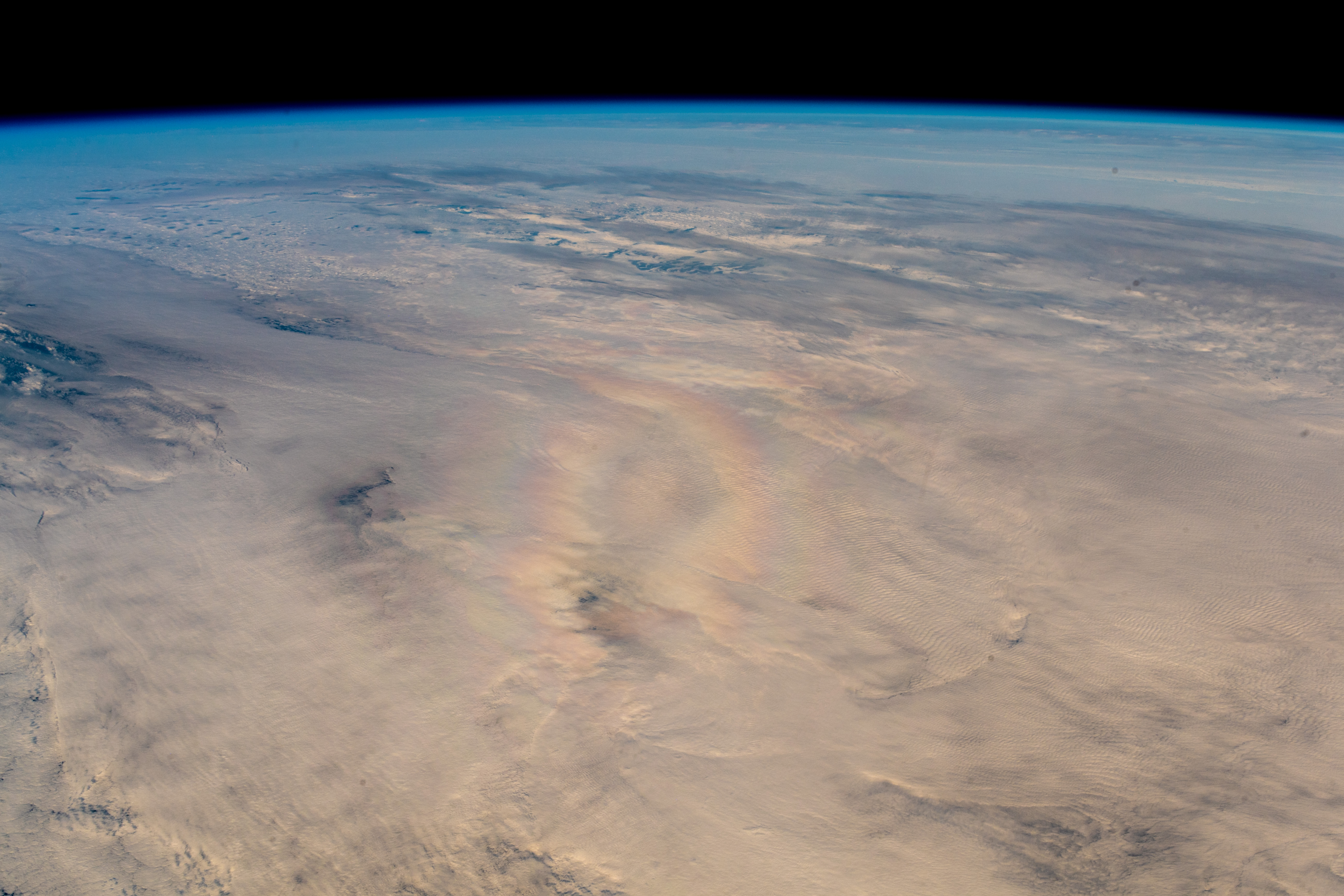
Glory hiện ra trên các đám mây, quan sát từ trên Trạm vũ trụ Quốc tế (ISS).